# NHKおかあさんといっしょ あつまれ!!せかいのうた
『NHKおかあさんといっしょ あつまれ!!せかいのうた』（エヌエイチケーおかあさんといっしょ あつまれ!!せかいのうた）は、ポニーキャニオンから発売された、速水けんたろう、茂森あゆみのコンピレーション・アルバム。1998年4月29日に発売された。

## 概要
- NHK教育テレビの子供向け番組「おかあさんといっしょ」で放送された、海外の童謡を全36曲収録した2枚組。歌は、発売当時現役だった、第8代目の歌のお兄さん・速水けんたろう、第17代目の歌のお姉さん・茂森あゆみ。

## 収録曲

### Disc 1
- 1.ドレミのうた
- 2.シング
- 3.グリーングリーン
- 4.パフ
- 5.メリーさんのひつじ
- 6.アルプス一万尺
- 7.フニクリ・フニクラ
- 8.エーデルワイス
- 9.お山のこもりうた
- 10.森のくまさん
- 11.ハイ・ホー
- 12.チム・チム・チェリー
- 13.むすんでひらいて
- 14.ちょうちょう
- 15.ぶんぶんぶん
- 16.かえるのがっしょう
- 17.トム・ピリビ
- 18.星に願いを

### Disc 2
- 1.チキ・チキ・バン・バン
- 2.動物園へ行こう
- 3.マクドナルドじいさん
- 4.わらのなかの七面鳥
- 5.いとまき
- 6.一週間
- 7.クラリネットこわしちゃった
- 8.小さなコイン
- 9.大きな古時計
- 10.五ひきのこぶたとチャールストン
- 11.ともだち讃歌
- 12.てをたたきましょう
- 13.やまのおんがくか
- 14.森へ行きましょう
- 15.トロイカ
- 16.ウインターワンダーランド
- 17.サンタが街にやってくる
- 18.虹のかなたに